# لیس انرژی
لیس انرژی (انگلیسی: Lyse Energi) شرکت خدمات برق نروژی است، که در سال ۱۹۹۸ تأسیس شد.